# Atletismo nos Jogos Olímpicos de Verão de 2016 - Salto em altura masculino
A competição do salto em altura masculino do atletismo nos Jogos Olímpicos de Verão de 2016 aconteceu entre os dias 14 e 16 de agosto no Estádio Olímpico.

## Calendário
Horário local (UTC-3).
| Data                          | Horário | Fase          |
| ----------------------------- | ------- | ------------- |
| Domingo, 14 de agosto de 2016 | 20:30   | Eliminatórias |
| Terça, 16 de agosto de 2016   | 20:30   | Final         |

## Medalhistas
| Ouro   | CAN Derek Drouin       |
| Prata  | QAT Mutaz Essa Barshim |
| Bronze | UKR Bohdan Bondarenko  |

## Recordes
Antes desta competição, os recordes mundiais e olímpicos da prova eram os seguintes:
| Tipo | Atleta           | Marca  | Local     | Data                |
| ---- | ---------------- | ------ | --------- | ------------------- |
|      | Javier Sotomayor | 2,45 m | Salamanca | 27 de julho de 1993 |
|      | Charles Austin   | 2,39 m | Atlanta   | 28 de julho de 1996 |

## Resultados

### Eliminatórias
Qualificação: 2,31m (Q) ou os 12 melhores qualificados (q) avançam para as finais.
| Pos. | Grupo | Atleta                  | CON                 | 2.17 | 2.22 | 2.26 | 2.29 | Resultado | Notas                |
| ---- | ----- | ----------------------- | ------------------- | ---- | ---- | ---- | ---- | --------- | -------------------- |
| 1    | A     | Mutaz Essa Barshim      | QAT Catar           | o    | o    | o    | o    | 2.29      | q                    |
| 1    | A     | Bohdan Bondarenko       | UKR Ucrânia         | -    | o    | -    | o    | 2.29      | q                    |
| 1    | B     | Derek Drouin            | CAN Canadá          | o    | o    | o    | o    | 2.29      | q                    |
| 1    | B     | Tihomir Ivanov          | BUL Bulgária        | o    | o    | o    | o    | 2.29      | q,                   |
| 5    | B     | Robert Grabarz          | GBR Grã-Bretanha    | -    | o    | xo   | o    | 2.29      | q                    |
| 5    | B     | Erik Kynard             | USA Estados Unidos  | o    | o    | xo   | o    | 2.29      | q                    |
| 7    | B     | Majededdin Ghazal       | SYR Síria           | -    | o    | o    | xo   | 2.29      | q                    |
| 7    | A     | Andriy Protsenko        | UKR Ucrânia         | o    | o    | o    | xo   | 2.29      | q                    |
| 9    | B     | Donald Thomas           | BAH Bahamas         | o    | o    | xo   | xo   | 2.29      | q                    |
| 10   | A     | Trevor Barry            | BAH Bahamas         | o    | o    | xo   | xxo  | 2.29      | q,                   |
| 10   | A     | Brandon Starc           | AUS Austrália       | xo   | o    | o    | xxo  | 2.29      | q,                   |
| 12   | B     | Jaroslav Bába           | CZE República Checa | o    | o    | o    | xxx  | 2.26      | q                    |
| 12   | A     | Luis Castro             | PUR Porto Rico      | o    | o    | o    | xxx  | 2.26      | q                    |
| 12   | B     | Dimitrios Chondrokoukis | CYP Chipre          | o    | o    | o    | xxx  | 2.26      | q                    |
| 12   | A     | Kyriakos Ioannou        | CYP Chipre          | o    | o    | o    | xxx  | 2.26      | q                    |
| 16   | A     | Chris Baker             | GBR Grã-Bretanha    | xo   | o    | o    | xxx  | 2.26      |                      |
| 17   | A     | Ricky Robertson         | USA Estados Unidos  | o    | o    | xo   | xxx  | 2.26      |                      |
| 18   | A     | Michael Mason           | CAN Canadá          | xo   | o    | xo   | xxx  | 2.26      |                      |
| 18   | B     | Nauraj Singh Randhawa   | MAS Malásia         | xo   | o    | xo   | xxx  | 2.26      |                      |
| 20   | B     | Dmytro Yakovenko        | UKR Ucrânia         | o    | xxo  | xo   | xxx  | 2.26      | Recorde da temporada |
| 21   | B     | Bradley Adkins          | USA Estados Unidos  | xxo  | xo   | xo   | xxx  | 2.26      |                      |
| 22   | A     | Woo Sang-hyeok          | KOR Coreia do Sul   | o    | o    | xxo  | xxx  | 2.26      |                      |
| 23   | B     | David Smith             | PUR Porto Rico      | o    | xo   | xxo  | xxx  | 2.26      |                      |
| 24   | A     | Eike Onnen              | GER Alemanha        | o    | xxo  | xxo  | xxx  | 2.26      |                      |
| 25   | A     | Wojciech Theiner        | POL Polônia         | o    | o    | xxx  |      | 2.22      |                      |
| 25   | B     | Jamal Wilson            | BAH Bahamas         | o    | o    | xxx  |      | 2.22      |                      |
| 25   | B     | Zhang Guowei            | CHN China           | o    | o    | xxx  |      | 2.22      |                      |
| 28   | B     | Mateusz Przybylko       | GER Alemanha        | xo   | o    | xxx  |      | 2.22      |                      |
| 29   | B     | Arturo Chávez           | PER Peru            | xxo  | o    | xxx  |      | 2.22      |                      |
| 30   | B     | Sylwester Bednarek      | POL Polônia         | o    | xo   | xxx  |      | 2.22      |                      |
| 30   | A     | Andrei Churyla          | BLR Bielorrússia    | o    | xo   | xxx  |      | 2.22      |                      |
| 32   | A     | Wang Yu                 | CHN China           | xo   | xo   | xxx  |      | 2.22      |                      |
| 33   | A     | Silvano Chesani         | ITA Itália          | o    | xxo  | xxx  |      | 2.22      |                      |
| 34   | A     | Konstadinos Baniotis    | GRE Grécia          | xo   | xxo  | xxx  |      | 2.22      |                      |
| 35   | A     | Matúš Bubeník           | SVK Eslováquia      | o    | xxx  |      |      | 2.17      |                      |
| 35   | A     | Takashi Eto             | JPN Japão           | o    | xxx  |      |      | 2.17      |                      |
| 35   | A     | Hsiang Chun-hsien       | TPE Taipé Chinês    | o    | xxx  |      |      | 2.17      |                      |
| 35   | B     | Edgar Rivera            | MEX México          | o    | xxx  |      |      | 2.17      |                      |
| 35   | A     | Eugenio Rossi           | SMR San Marino      | o    | xxx  |      |      | 2.17      |                      |
| 35   | B     | Talles Frederico Silva  | BRA Brasil          | o    | xxx  |      |      | 2.17      |                      |
| 41   | B     | Joel Baden              | AUS Austrália       | xo   | xxx  |      |      | 2.17      |                      |
| 41   | A     | Dmitry Kroyter          | ISR Israel          | xo   | xxx  |      |      | 2.17      |                      |
| 43   | B     | Dzmitry Nabokau         | BLR Bielorrússia    | xxo  | xxx  |      |      | 2.17      |                      |
| 43   | B     | Yun Seung-hyun          | KOR Coreia do Sul   | xxo  | xxx  |      |      | 2.17      |                      |

### Final
| Pos.              | Atleta                  | CON                 | 2.20 | 2.25 | 2.29 | 2.33 | 2.36 | 2.38 | 2.40 | Resultado | Notas                |
| ----------------- | ----------------------- | ------------------- | ---- | ---- | ---- | ---- | ---- | ---- | ---- | --------- | -------------------- |
| Medalha de ouro   | Derek Drouin            | CAN Canadá          | o    | o    | o    | o    | o    | o    | x    | 2.38      |                      |
| Medalha de prata  | Mutaz Essa Barshim      | QAT Catar           | o    | o    | o    | o    | o    | xxx  |      | 2.36      |                      |
| Medalha de bronze | Bohdan Bondarenko       | UKR Ucrânia         | –    | o    | –    | o    | –    | xx–  | x    | 2.33      |                      |
| 4                 | Robert Grabarz          | GBR Grã-Bretanha    | o    | xo   | o    | o    | xxx  |      |      | 2.33      | =                    |
| 4                 | Andriy Protsenko        | UKR Ucrânia         | o    | o    | xo   | o    | xxx  |      |      | 2.33      | Recorde da temporada |
| 6                 | Erik Kynard             | USA Estados Unidos  | o    | xo   | o    | xxo  | xxx  |      |      | 2.33      |                      |
| 7                 | Majededdin Ghazal       | SYR Síria           | o    | o    | o    | xxx  |      |      |      | 2.29      |                      |
| 7                 | Kyriakos Ioannou        | CYP Chipre          | o    | o    | o    | xxx  |      |      |      | 2.29      |                      |
| 7                 | Donald Thomas           | BAH Bahamas         | o    | o    | o    | xxx  |      |      |      | 2.29      |                      |
| 10                | Tihomir Ivanov          | BUL Bulgária        | o    | xo   | o    | xxx  |      |      |      | 2.29      | =                    |
| 11                | Trevor Barry            | BAH Bahamas         | o    | o    | xxx  |      |      |      |      | 2.25      |                      |
| 12                | Dimitrios Chondrokoukis | CYP Chipre          | xo   | o    | xxx  |      |      |      |      | 2.25      |                      |
| 13                | Luis Castro             | PUR Porto Rico      | o    | xxo  | xxx  |      |      |      |      | 2.25      |                      |
| 14                | Jaroslav Bába           | CZE República Checa | o    | xxx  |      |      |      |      |      | 2.20      |                      |
| 15                | Brandon Starc           | AUS Austrália       | xo   | xxx  |      |      |      |      |      | 2.20      |                      |

Legenda
| Recorde mundial      | Recorde mundial (World record)               |                       | Recorde africano                      | Recorde africano (African) |                                           | Q | Classificado por posição (Qualified) |
| Recorde olímpico     | Recorde olímpico (Olympic record)            | Recorde da América    | Recorde da América (Americas)         | q                          | Classificado por melhor tempo (Qualified) |   |                                      |
| Melhor marca do ano  | Melhor marca do ano (World leading)          | Recorde asiático      | Recorde asiático (Asian)              | DNS                        | Não largou (Did not start)                |   |                                      |
| Recorde nacional     | Recorde nacional (National record)           | Recorde europeu       | Recorde europeu (European)            | DNF                        | Não terminou (Did not finish)             |   |                                      |
| Recorde pessoal      | Recorde pessoal do atleta (Personal best)    | Recorde da Oceania    | Recorde da Oceania (Oceania)          | DSQ / DQ                   | Desclassificado (Disqualified)            |   |                                      |
| Recorde da temporada | Recorde da temporada do atleta (Season best) | Recorde sul-americano | Recorde sul-americano (South America) | NM                         | Sem marca (No mark)                       |   |                                      |